# 葉錚雯
葉錚雯（Yap Cheng Wen，1995年1月4日—），馬來西亞女子羽毛球運動員。

## 簡歷
2015年2月，葉錚雯與鍾慧琪合作出戰伊朗羽毛球國際挑戰賽女子雙打賽事，最終在決賽以0比2（19-21、18-21）輸給土耳其首號種子奥兹格·巴伊拉克/内斯里汉·伊吉特，屈居亞軍。

## 主要比賽成績
只列出曾進入準決賽的國際賽事成績：
| 年份   | 賽事                     | 公開賽級別 | 項目     | 拍檔   | 成績   |
| ------ | ------------------------ | ---------- | -------- | ------ | ------ |
| 2013年 | 樂魚羽毛球國際系列賽     | 國際系列賽 | 女子雙打 | 鍾慧琪 | 準決賽 |
| 2015年 | 伊朗羽毛球國際挑戰賽     | 國際挑戰賽 | 女子雙打 | 鍾慧琪 | 亞軍   |
| 2015年 | 比利時羽毛球國際賽       | 國際挑戰賽 | 女子雙打 | 鍾慧琪 | 亞軍   |
| 2015年 | 馬來西亞羽毛球國際挑戰賽 | 國際挑戰賽 | 女子雙打 | 鍾慧琪 | 準決賽 |
| 2016年 | 樂魚羽毛球國際挑戰賽     | 國際挑戰賽 | 女子雙打 | 鍾慧琪 | 準決賽 |
| 2016年 | 越南羽毛球國際系列賽     | 國際系列賽 | 女子雙打 | 林芸如 | 亞軍   |
| 2016年 | 中華台北羽球大師賽       | 大獎賽     | 女子雙打 | 林芸如 | 準決賽 |
| 2016年 | 印尼羽毛球國際挑戰賽     | 國際挑戰賽 | 女子雙打 | 林芸如 | 冠軍   |
| 2016年 | 蘇格蘭羽毛球大獎賽       | 大獎賽     | 女子雙打 | 林芸如 | 冠軍   |
| 2016年 | 威爾斯羽毛球國際賽       | 國際挑戰賽 | 女子雙打 | 林芸如 | 準決賽 |
| 2017年 | 馬來西亞羽毛球大師賽     | 黃金大獎賽 | 女子雙打 | 林芸如 | 準決賽 |
| 2017年 | 印度羽毛球黃金大獎賽     | 黃金大獎賽 | 女子雙打 | 林芸如 | 準決賽 |
| 2017年 | 荷蘭羽毛球大獎賽         | 大獎賽     | 女子雙打 | 林芸如 | 準決賽 |
| 2018年 | 芬蘭羽毛球公開賽         | 國際挑戰賽 | 女子雙打 | 吳玥青 | 亞軍   |
| 2018年 | 海得拉巴羽毛球公開賽     | 超級100賽  | 女子雙打 | 許嘉雯 | 亞軍   |
| 2018年 | 澳門羽毛球公開賽         | 超級300賽  | 女子雙打 | 許嘉雯 | 冠軍   |
| 2018年 | 孟加拉羽毛球國際挑戰賽   | 國際挑戰賽 | 女子雙打 | 許嘉雯 | 冠軍   |
| 2019年 | 東南亞運動會羽毛球比賽   | 其他       | 女子團體 | －     | 銅牌   |
| 2019年 | 東南亞運動會羽毛球比賽   | 其他       | 女子雙打 | 許嘉雯 | 銅牌   |
| 2020年 | 亞洲羽毛球團體錦標賽     | 其他       | 女子團體 | －     | 季軍   |
| 2021年 | 奧地利羽毛球公開賽       | 國際系列賽 | 女子雙打 | 張清玉 | 亞軍   |

| 2007-2017年 | 首要超級賽 | 超級賽 | 黃金大獎賽 | 大獎賽 | 國際挑戰賽 | 國際系列賽 | 未來系列賽 | 其他 |

| 2018-2026年 | 總決賽 | 超級1000賽 | 超級750賽 | 超級500賽 | 超級300賽 | 超級100賽 | 國際挑戰賽 | 國際系列賽 | 未來系列賽 | 其他 |

### 奧運會和世錦賽參賽紀錄
|          | 搭檔   | 2015 |      | 2019 |
| 女子雙打 | 鍾慧琪 | 32強 | 16強 |      |